# Heinrich der Glîchezære

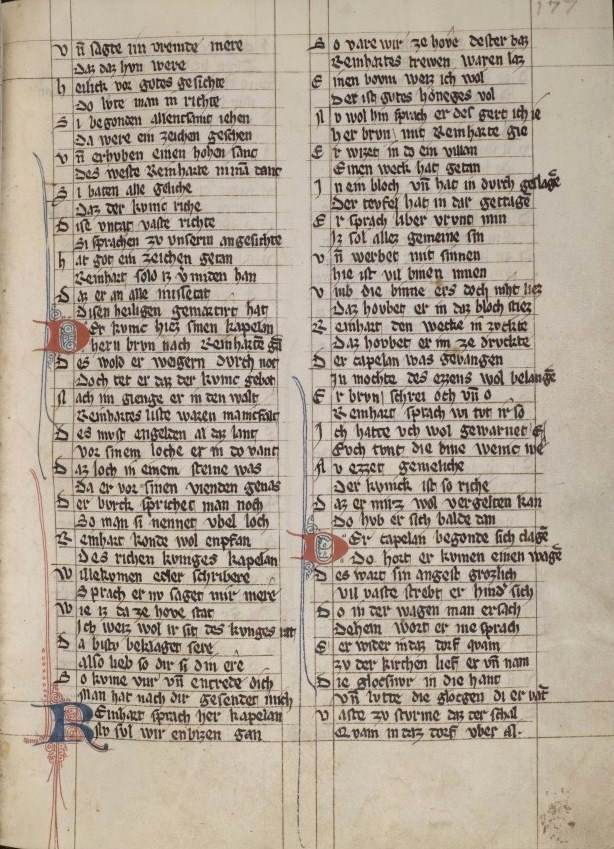
Seite aus der Heidelberger Märensammlung. Handschrift, 14. Jahrhundert; Heidelberg, Cpg 341, 177r

Heinrich der Glîchezære war ein vermutlich elsässischer Autor des 12. Jahrhunderts, von dem der Reinhart Fuchs, das erste Tierepos der deutschen Sprache, stammt. Der Beiname „der Gleißner“ (= Betrüger, Heuchler) wurde irrtümlich vom Fuchs auf den Dichter übertragen. Die Gönner des Dichters waren womöglich die Grafen von Dagsburg oder die Zähringer.
Über den Stand Heinrichs ist nichts bekannt, auffallend sind jedoch seine profunden Rechtskenntnisse, die sich im Reinhart Fuchs finden und die das Werk zu einer wichtigen Quelle der deutschen Rechtsgeschichte machen.
Heinrichs mittelhochdeutsche epische Dichtung Reinhart Fuchs ist in drei Handschriften überliefert:
- die Kasseler Fragmente mit der Sigle S (nach Jacob Grimms „Sendschreiben“ an Karl Lachmann), 8o Ms. poet. germ. et rom. 1 in der Kasseler Murhardschen Bibliothek, datiert auf den Beginn des 13. Jahrhunderts, stellen den ältesten Überlieferungszeugen dar;
- die Heidelberger Märensammlung (Sigle P oder H), Cpg 341 der Universitätsbibliothek Heidelberg, stammt etwa von 1320 bis 1330, der Reinhart Fuchs ist auf den Spalten 167va-181vb eingetragen;
- die Kalocsaer Handschrift (K), seit 1949 unter der Signatur cod. Bodmer 72 in der Bibliotheca Bodmeriana, Cologny-Génève, ist etwa gleich alt wie P; Heinrichs Werk steht hier auf den Spalten 162v-177v.

Das deutlich gesellschaftskritische (antistaufische) Werk entstand nicht vor 1192 in Anlehnung an den altfranzösischen Roman de Renart, es wurde, den Titel des Nibelungenliedes parodierend, auch „Isengrîmes nôt“ genannt. Es ist das einzige deutschsprachige Tierepos aus dieser Zeit.
Der Reineke-Fuchs-Stoff wurde später im Volksbuch Reynke de vos und auch von Goethe aufgegriffen.